# 알타이두더지
알타이두더지(Talpa altaica)는 두더지과에 속하는 포유류의 일종이다. 몽골 북부 지역부터 러시아 시베리아의 타이가 지역에서 발견된다.